# まぐろ兄弟
まぐろ兄弟（まぐろきょうだい）は、プロダクション人力舎に所属する日本のお笑いコンビ。スクールJCA28期生。

## メンバー
佛円 優太（ぶつえん ゆうた、1994年11月10日（30歳）- ）
ツッコミ担当、立ち位置は左。広島県東広島市出身。血液型A型。
京都産業大学コンピュータ理工学部インテリジェントシステム学科卒業。
身長167cm、体重58kg。B85cm、W80cm、H94cm、足25.5cm、頭54cm、股下77cm、肩幅44cm。
趣味は将棋、麻雀、映画、バイク、ラーメン二郎。
特技はエクセル、ワード、パワーポイント。
2年ほどの社会人経験がある（理美容・化粧品メーカー営業）。

アライちゃん（1994年4月18日（30歳）- ）
ボケ担当、立ち位置は右。千葉県白井市出身。血液型O型。
専修大学法学部卒業。
身長174cm、体重63kg。B84cm、W79cm、H93cm、足28cm、頭56cm、ネック35cm、股下79cm、肩幅46cm。
趣味は居酒屋巡り・サッカー観戦（海外）・化粧（目元のみ）・自転車散策・煙草・恋愛バラエティ観察・恋愛名言集漁り。
特技はサッカーゲーム（FIFA）・目力（顔だけで圧をかけられる）・歌（アカペラ）・短距離走・女装（目元のメイク）・即興ゲーム（合コンに使えそうなゲームをその場で考える）・フェザータッチ・一発ギャグ。
理美容・化粧品メーカー営業の社会人経験がある。
TikTokアカウントを立ち上げ、恋の相談に答える「恋愛ソムリエ★アライちゃん」というコーナーを毎週開催している。

## 来歴
共にスクールJCA28期生で、2019年4月1日にコンビ結成。2024年のM-1グランプリでは「恋愛相談」のネタで準々決勝まで進出し、また同年末に放送されたおもしろ荘にも出演した。

## 賞レースの成績

### M-1グランプリ
| 年度             | 結果         | エントリー No. | 備考 |
| ---------------- | ------------ | -------------- | ---- |
| 2019年（第15回） | 1回戦敗退    | 3014           |      |
| 2020年（第16回） | 1回戦敗退    | 1316           |      |
| 2021年（第17回） | 1回戦敗退    | 1998           |      |
| 2022年（第18回） | 1回戦敗退    | 1732           |      |
| 2023年（第19回） | 2回戦進出    | 1046           |      |
| 2024年（第20回） | 準々決勝進出 | 2021           |      |

### その他
- 2023年 第1回UNDER5 AWARD 3回戦進出[4]
- 2024年 第2回UNDER5 AWARD 3回戦進出
- 2025年 ぐるナイおもしろ荘 決勝進出

## 出演

### テレビ
- ザキ山小屋（ABCテレビ、2024年8月9日）
- ぐるナイ年越しおもしろ荘!今年も誰か売れて頂戴スペシャル（日本テレビ、2024年12月31日）
- 歩道・車道バラエティ 道との遭遇（CBCテレビ、2025年2月11日・2月18日）※アライちゃんのみ

### ラジオ
- マイナビ Laughter Night（TBSラジオ、2024年5月10日[5]・12月6日[6]）

### ネット配信
- アンジャッシュ児嶋の夢のお笑い給付金（17LIVE、2020年11月14日）[7]

### ライブ
- バカ爆走!（事務所ライブ、新宿Fu-）
- どっきん!（事務所ライブ、新宿バティオス）
- ルミナ（事務所ライブ、シアターマーキュリー新宿）
- スパイシーガーリック×まぐろ兄弟 ツーマンライブ『DDD』（2025年2月8日、西新宿ナルゲキ）[8]

### 佛円
- まぐろ兄弟 ぶつえん (@mgrbutsu) - X（旧Twitter）
- まぐろ兄弟 ぶつえん (@mgrbutsu) - Instagram

### アライちゃん
- まぐろ兄弟 アライちゃん (@maguro_brother) - X（旧Twitter）
- まぐろ兄弟 アライちゃん (@a_y1818) - Instagram
- アライちゃん まぐろ兄弟 (@tunabrothersaly) - TikTok